# Edward Windakiewicz
Edward Windakiewicz (ur. 8 września 1858 w Peczu, zm. 12 lipca 1942 w Krakowie) – polski inżynier-technolog górnictwa.

## Życiorys
Był synem Edwarda Windakiewicza, dyrektora kopalni w Peczu, który zginął w 1876 w czasie ratunkowej akcji przeciwpożarowej w kopalni soli w Bochni. Do szkoły realnej uczęszczał we Lwowie, w 1878 wyjechał do Leoben, gdzie studiował na Akademii Górniczej uzyskując ogólne studium inżynierskie. Następnie przeniósł się do Przybramy, gdzie w 1882 uzyskał tytuł inżyniera. Praktykę zawodową odbywał początkowo w kopalni soli w Wieliczce, a następnie w kopalni nafty w Schodnicy i Męcinie Wielkiej. Pomiędzy 1884 a 1886 uczestniczył w wierceniach poszukiwawczych w Baryczy i Kosocicach, w 1886 wyjechał do Przybramy, gdzie przez krótki czas był asystentem w katedrze górnictwa. Od 1889 pracował jako referent do spraw salinarnych w krajowej Dyrekcji Skarbu, w 1894 został kierownikiem robót górniczych w Wieliczce i wykładowcą w tamtejszej szkole górniczej. W tym samym roku przygotował na Powszechnej Wystawie Krajowej we Lwowie ekspozycję małopolskich kopalń soli, za co otrzymał wyróżnienie. Jako wybitny specjalista został powołany na rzeczoznawcę sądowego w sprawach górniczych. Trzy lata później został przeniesiony na stanowisko kierownicze do Łącka pod Dobromilem, a w 1900 do Stebnika. W Stebniku prowadził wiercenia, które doprowadziły do odkrycia nowych pokładów soli potasowej. W uznaniu znaczenia prowadzonych badań Akademia Umiejętności zaprosiła Edwarda Windakiewicza w 1904 do współpracy z Wydziałem Fizjograficznym. Na początku 1905 powrócił na krótko do Wieliczki, jesienią tego samego roku został powołany na stanowisko radcy górniczego w departamencie salinarnym Ministerstwa Skarbu w Wiedniu. W uznaniu wiedzy i zaangażowania został awansowany na starszego radcę górniczego w inspektoracie kopalń i hut małopolskich w Ministerstwie Robót Publicznych i pracował na tym stanowisku do zakończenia I wojny światowej. Następnie pozostał w Wiedniu i uczestniczył w pracach wydziału górniczego Polskiej Komisji Likwidacyjnej. Na początku 1920 przyjechał do Krakowa i objął oczekujące na niego stanowisko starszego radcy w Starostwie Górniczym. Dwa lata później dostał propozycję od rektora Akademii Górniczej Antoniego Hoborskiego, aby prowadzić wykłady z „halurgii i przemysłu solnego”. Po zwolnieniu się z pracy w Starostwie w 1924 poświęcił się całkowicie pracy na uczelni oraz pracy naukowej. Opracował zebrane materiały oraz przelał na papier posiadaną wiedzę, co zaowocowało pięciotomową pracą pt. „Solnictwo” (do 1930 ukazały się cztery tomy, piąty pt. „Warzelnictwo” ukazała się w obiegu konspiracyjnym podczas II wojny światowej), której wydanie wsparło krakowskie Towarzystwo Solvay. Zainicjował powstanie Zakładu Halurgii, pod jego kierownictwem wyposażono pracownie w cenne minerały, modele oraz mapy i bibliotekę. W 1931 mając siedemdziesiąt trzy lata obronił pracę habilitacyjną, a w 1936 Akademia Górnicza nadał Edwardowie Windakiewiczowi tytuł doktora honoris causa. Był przez wiele lat członkiem Polskiego Towarzystwa Geologicznego. Podczas Sonderaktion Krakau został 6 listopada 1939 aresztowany i przetransportowany do więzienia we Wrocławiu, lecz na skutek interwencji żony, która miała austriackie pochodzenie, 27 listopada został zwolniony i wrócił do Krakowa.
Zmarł 12 lipca 1942, spoczywa w grobowcu rodzinnym na cmentarzu w Wieliczce.